# Radio UC
Radio UC es una estación radial chilena perteneciente a la Facultad de Comunicaciones de la Pontificia Universidad Católica de Chile. La emisora inició sus transmisiones como una radio en línea el 29 de agosto de 2006 y en marzo de 2009 sumó el dial 660 AM en la Región Metropolitana. Dial que mantuvo hasta mayo de 2019, cuando puso en venta la frecuencia que históricamente perteneció a Radio Chilena. 
Actualmente transmite sólo a través de su sitio web y su canal de Twitch, donde algunos programas salen al aire en formato audiovisual. 
Radio UC tiene un objetivo docente, siendo la formación de los estudiantes de la Facultad de Comunicaciones su principal tarea.

## Historia
En marzo de 2006, la Facultad de Comunicaciones de la Pontificia Universidad Católica de Chile, liderada por su decana de aquel entonces, Silvia Pellegrini, adoptó la metodología "Aprender en el hacer" como pilar fundamental de su enseñanza. Esta innovadora estrategia pedagógica subrayó la importancia de la creación de medios universitarios. En ese contexto, se fundó Radio UC, para dar paso luego a la revista Km Cero y el medio televisivo Señal UC(actualmente Km Cero Noticias).
Luego de un tiempo de marcha blanca durante el primer semestre de 2006, la radio tuvo su primera transmisión significativa durante el Día del Sagrado Corazón del año 2006, ocasión en que la emisora dio cuenta de todas las actividades de celebración del aniversario de la Universidad Católica.La inauguración formal tuvo lugar el martes 29 de agosto de 2006, con la transmisión de un programa especial desarrollado desde el patio de la Facultad de Comunicaciones UC.
El primer Editor General de Radio UC fue el profesor de la Facultad de Comunicaciones, Carlos Montenegro Armijo, quien conserva el cargo hasta el día de hoy.
La programación de la radio se centra en información de actualidad nacional, universitaria, cultural, musical y deportiva. Además, Radio UC realiza cobertura las 24 horas durante las elecciones de la Federación de Estudiantes de la Universidad Católica de Chile.

## Programación
La temporada 2024 de Radio UC incluye los siguientes programas:
- Módulo 2 (magazine)
- Acceso Directo (noticiero)
- Estudio 660 (música)
- Los Emergentes (música)
- Modo Aleatorio (música)
- K-on (música)
- Producto Nacional (música)
- Con Subtítulos (cine)
- Estación Asia (cultura)
- Entre Pixeles (videojuegos)
- Jugo de Pelotas (deportes)
- Fuera de Juego (deportes)
- Página 33 (vida universitaria)

Programas extintos:
- Gambeta & Guitarra
- Tercer Saque
- Generación Británica
- Entre Caníbales
- Conexión Patio Scout
- Hablando en Serie
- Hablemos de Historia
- Plan Común
- Radar 660
- Punto Cero
- Página Constituyente